# Vena mesenterica inferiore
La vena mesenterica inferiore è una vena che drena il sangue dall'intestino crasso. Termina dietro il pancreas, dove confluisce usualmente nella vena splenica.
Nella terminologia ufficiale, viene considerato un ramo collaterale della vena lienale.

## Topografia e anastomosi porto-cavali
Il territorio di drenaggio della vena mesenterica inferiore consiste nella metà sinistra dell'intestino crasso (colon sigmoideo, colon discendente) e della porzione superiore del retto.
Negli interstizi connettivali del retto, infatti, origina come vena emorroidaria superiore o vena rettale superiore.
Per mezzo del plesso emorroidario si viene a stabilire una comunicazione porto-cavale, ovvero una comunicazione tra il sistema portale venoso e il sistema della vena cava inferiore. Nello specifico, la vena emorroidaria superiore (confluente indiretto della vena porta) si anastomizza con le vene rettali media e inferiore (confluenti indirette della vena cava inferiore).
La vena emorroidaria superiore lascia la piccola pelvi, con decorso ascendente, e applicata nella fascia extraperitoneale, posteriore al peritoneo parietale, contrae i seguenti rapporti:
- a sinistra, con l'arteria mesenterica superiore;
- incrocia durante il suo decorso, l'arteria iliaca comune sinistra e la vena iliaca comune sinistra.

Successivamente, si trasforma in vena mesenterica inferiore e si pone:
- a sinistra dell'arteria mesenterica superiore;
- medialmente all'uretere di sinistra;
- anteriormente al muscolo grande psoas.

In seguito, si distacca dall'arteria mesenterica superiore e:
- è incrociata dall'arteria colica sinistra del colon (o arteria dell'angolo sinistro del colon);
- devia formando una curva a convessità sinistra intorno (o posteriormente) alla flessura duodeno digiunale, conosciuta come arco vascolare di Treitz
- decorre poi orizzontalmente, passando nel grasso che delinea la radice del mesocolon trasverso, posteriormente al corpo del pancreas.

Posteriormente al pancreas, confluisce nella vena lienale, anche se a volte può confluire nel punto di unione tra la vena lienale e la vena mesenterica superiore.

### Rami collaterali
La vena mesenterica inferiore, durante il suo decorso riceve:
- la vena colica sinistra, che drena il colon discendente e la flessura colica sinistra;
- le vene sigmoidee, provenienti dal colon sigmoideo e il colon ileopelvico.